# Deterenol
Deterenol (takođe poznat kao izopropilnorsinefrin i izopropiloktopamin; trgovačko ime betafrin) je stimulatski lek koji deluje kao beta agonist. Pronađen je kao sastojak proizvoda dijetetskih suplemenata, ali je zabranjen u većini zemalja zbog rizika od srčanog udara.